# Я и Орсон Уэллс
«Я и Орсон Уэллс» (англ. Me and Orson Welles) — британский художественный фильм-драма независимого режиссёра Ричарда Линклейтера. Экранизация романа Роберта Каплоу. Премьера ленты состоялась 5 сентября 2008 года на кинофестивале в Торонто. В прокат она вышла год спустя (25 ноября 2009 года — в США, 4 декабря — в Великобритании).

## Сюжет
Нью-Йорк, 1937 год. Семнадцатилетний Ричард Сэмюэлс устал от школьных будней и мечтает стать актёром на Бродвее. Однажды в выходные он случайно встречает около ещё не открывшегося театра «Меркурий» компанию театралов и вскоре беседует уже с самим Орсоном Уэллсом, режиссёром первой бродвейской постановки шекспировского «Юлия Цезаря». Играя на самолюбии Уэллса, Ричард получает небольшую роль Люцилия. Тогда Уэллс отправляет его репетировать роль с помощником режиссёра Соней Джонс. Однако дальнейший ход событий приводит к драматическому (для Ричарда) финалу.

## В ролях
- Зак Эфрон — Ричард Сэмюэлс
- Кристиан Маккей — Орсон Уэллс
- Клэр Дэйнс — Соня Джонс
- Зои Казан — Гретта Адлер
- Эдди Марсан — Джон Хаусман
- Келли Райлли — Мюриел Брасслер
- Джеймс Таппер — Джозеф Коттен
- Бен Чаплин — Джордж Кулурис
- Эйдан Макардл — Мартин Гейбл
- Имоджен Путс — Лорелей Латроп

## Премии и номинации
- 2009 — попадание в список лучших независимых фильмов года по версии Национального совета кинокритиков США.
- 2009 — номинация на Премию британского независимого кино в категории «Самый многообещающий дебют» (Кристиан Маккей).
- 2010 — номинация на премию BAFTA за лучшую мужскую роль второго плана (Кристиан Маккей).
- 2010 — номинация на премию «Выбор критиков» за лучшую мужскую роль второго плана (Кристиан Маккей).
- 2010 — номинация на премию «Независимый дух» за лучшую мужскую роль второго плана (Кристиан Маккей).
- 2010 — номинация на премию Лондонского кружка кинокритиков в категории «Лучший британский актёр года» (Кристиан Маккей).
- 2010 — номинация на премию Национального общества кинокритиков США за лучшую мужскую роль второго плана (Кристиан Маккей).